# ألبرتو أكوستا (لاعب كرة قدم)
ألبرتو أكوستا (بالإسبانية: Alberto Joshimar Acosta) هو لاعب كرة قدم مكسيكي في مركز نصف الجناح، ولد في 26 فبراير 1988 في Ciudad Mante ‏ في المكسيك. لعب مع تيغريس أونال ونادي باتشوكا ونادي بويبلا.

## وصلات خارجية
- ألبرتو أكوستا (لاعب كرة قدم) على موقع قاعدة بيانات كرة القدم.إي يو (الإنجليزية)
- ألبرتو أكوستا (لاعب كرة قدم) على موقع Soccerway.com (الإنجليزية)
- ألبرتو أكوستا (لاعب كرة قدم) على موقع AS.com (الإسبانية)